# Оса-М
М-4 «Оса-М» (индекс ГРАУ — 4К33, по классификации НАТО: SA-N-4 Gecko («Геккон»)) — российский автоматизированный военный корабельный двухбалочный зенитный ракетный комплекс, морской вариант ЗРК Оса. Спроектирован по единым тактико-техническим требованиям и существенных различий в их конструкции нет. ЗРК «Оса-М» полностью унифицирован с войсковым комплексом «Оса» по ракете 9М33 и на 70 % по системам управления, но имеет готовыми к пуску только две ЗУР, против четырёх (а позднее — шести) у сухопутной версии.
Комплекс ЗРК «Оса-М» и его модификации может устанавливаться на кораблях водоизмещением 500 тонн и более. Входит в состав вооружения БПК проекта 1134Б, СКР проектов 1135, 1135-1,  1159, авианесущих крейсеров проекта 1143, атомных крейсеров проекта 1144 (класс «Орлан»), крейсеров проекта 1164 (класс «Атлант»), БДК проекта 1174, МРК проекта 1234, МПК проекта 1124, ККС проекта 1833, крейсеров управления проектов 68-У1 («Жданов») и 68-У2 («Сенявин»).

## Модификации
- Оса-М — базовый вариант корабельного комплекса. Принят на вооружение в 1971 году, одновременно с войсковым ЗРК «Оса».
- Оса-МА — модификация Оса-М, созданная в 1975 году и испытанная на малом противолодочном корабле пр. 1124 (МПК-147) в Чёрном море. Комплекс принят на вооружение в 1979 году. Его характеристики обеспечивали поражение низколетящих целей на высоте 25-60 м над уровнем моря.
- Оса-МА-2 — модификация Оса-МА создана в первой половине 1980-х годов и является дальнейшим развитием этого комплекса. Оса-МА-2 имеет повышенную эффективность стрельбы по низколетящим ПКР и обеспечивает их поражение на высоте 5 метров над гребнем волн.

## ТТХ
- Ракета 9М33 одноступенчатая твердотопливная.
- Масса ракеты — 128 кг.
- Длина ракеты — 3158 мм.
- Диаметр корпуса — 206 мм.
- Размах крыла ракеты — 650 мм.
- Минимальная высота цели — 5 м.
- Дальность действия — 15 км.
- Досягаемость по высоте до 3,5—4 км.
- Скорость полёта — 500 м/с.
- Скорострельность — 2 выстрела в минуту.
- Время перезаряжания пусковой установки — 16—21 сек.
- Вес пусковой установки без боекомплекта — 6850 кг.